# Thea Beckman

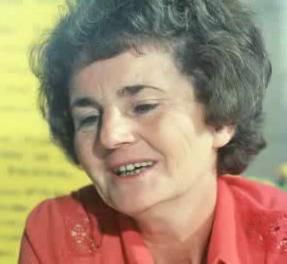
Thea Beckman (1974)

Thea Beckman (* 23. Juli 1923 in Rotterdam als Theodora Petie; † 5. Mai 2004 in Bunnik) war eine niederländische Schriftstellerin. Beckman befasste sich hauptsächlich mit Jugendliteratur. 

## Leben
Theodora Petie absolvierte zunächst eine Ausbildung zur Näherin und arbeitete als Büroangestellte, bis sie 1945 Dick Beckmann heiratete. Sie begann, für Jugendzeitschriften zu schreiben. Auf Anraten des Verlages wählte sie als Pseudonym für ihr erstes Buch  „Thea Beckman“. 1971 erhielt sie für ihr Erstlingswerk Met Korilu de Griemel rond (dt. Weltreise mit Korilu) den Zilveren Griffel. 1973 gelang Beckman der Durchbruch als Jugendbuchautorin mit dem Werk Kreuzzug ins Ungewisse, das im Jahr darauf mit dem Gouden Griffel ausgezeichnet wurde. Beckman holte 1975 das Abitur nach und studierte anschließend Sozialpsychologie an der Universität Utrecht. 1981 schloss sie das Studium ab. 
Beckman starb 2004 in Bunnik, im selben Jahr wurde der Historisch Nieuwsblad Bontekoeprijs, der Preis für das beste historische Jugendbuch in den Niederlanden, in Thea Beckmanprijs umbenannt. 
2006 kam mit Kreuzzug in Jeans die erste Verfilmung eines Romanes von Beckman in die Kinos.

## Veröffentlichungen (Auswahl)
- 1970: Weltreise mit Korilu, Ravensburger Verlag, 1977; ISBN 3473393320.
- 1973: Kreuzzug in Jeans, dtv, München 2008; ISBN 978-3-423-71311-5.
- 1974: Mein Vater in Brasilien; Arena Verlag, 1986; ISBN 340101403X.
- 1977: Mathis, der Herold; Urachhaus, 1984; ISBN 3878383924.
- 1979: Stadt im Sturm; Bertelsmann, 1997; ISBN 3570203387.
- 1980: Wir sind doch keine Wegwerfkinder; Aare, 1981; ISBN 3-7260-0187-5.
- 1982: Der goldene Dolch; Urachhaus, 1982; ISBN 3878386958.
- 1983: Karen Simonstochter; Urachhaus, 1986; ISBN 3878384688.
- 1985: Kinder der Mutter Erde; Urachhaus, 1996; ISBN 3825170845.
- 1987: Das höllische Paradies, Urachhaus, 2000; ISBN 3825173232.